# 135
135 (сто тридесет и пета) година по юлианския календар е невисокосна година, започваща в петък. Това е 135-а година от новата ера, 135-а година от първото хилядолетие, 35-а година от 2 век, 5-а година от 4-то десетилетие на 2 век, 6-а година от 130-те години. В Рим е наричана Година на консулството на Луперк и Атилиан (или по-рядко – 888 Ab urbe condita, „888-а година от основаването на града“).

## Събития
- Консули в Рим са Тит Луперк Понтиан и Публий Калпурний Атилиан.

## Починали
- Симон бар Кохба – предводител на еврейското въстание против римляните през 131 – 135 г.